# Serhij Rewut
Serhij Anatolijowycz Rewut, ukr. Сергій Анатолійович Ревут (ur. 25 lutego 1971) – ukraiński piłkarz, grający na pozycji obrońcy, trener piłkarski.

## Kariera piłkarska
W 1992 rozpoczął karierę piłkarską w drużynie Meliorator Kachowka. Latem 1995 przeszedł do CSKA-Borysfen Kijów, który w następnym roku zmienił nazwę na CSKA Kijów. Podczas przerwy zimowej sezonu 2001/2002 po reorganizacji CSKA został piłkarzem nowo utworzonego Arsenału Kijów, ale po pół roku powrócił do CSKA, w którym zakończył karierę piłkarza w roku 2005.

## Kariera trenerska
Karierę szkoleniowca rozpoczął po zakończeniu kariery piłkarza. Na początku 2006 dołączył do sztabu szkoleniowego CSKA Kijów, którym kierował Jurij Maksymow. W lipcu 2007 po dymisji Jurija Maksymowa został mianowany na stanowisko głównego trenera CSKA Kijów, którym kierował do czerwca 2008. Następnie został zaproszony przez trenera Jurija Maksymowa do Obołoni Kijów, a w styczniu 2010 razem z Maksymowym przeniósł się do Krywbasu Krzywy Róg. 9 czerwca 2012 sztab szkoleniowy Krywbasu podał się do dymisji. Od 23 sierpnia 2012 do 5 sierpnia 2013 pomagał Maksymowu trenować Metałurh Donieck. Od 16 sierpnia 2013 do 18 maja 2014 razem z Maksymowym pracował w sztabie szkoleniowym Mordowii Sarańsk.

## Sukcesy i odznaczenia

### Sukcesy klubowe
- finalista Pucharu Ukrainy: 1998, 2001
- brązowy medalista Perechidnoj Lihi: 1992